# Spider-Man – Der Spinnenmensch
Spider-Man – Der Spinnenmensch (Originaltitel: Spider-Man) ist ein US-amerikanischer Fernsehfilm aus dem Jahr 1977. Die Grundlage bildete die Marvel-Comicfigur Spider-Man, die Superhelden-Identität des Fotografen Peter Parker. Es handelt sich um die erste Realverfilmung der Spider-Man-Comics. Er diente als Pilotfilm für die nachfolgende Fernsehserie The Amazing Spider-Man. In Deutschland wurde er als Kinofilm gezeigt.

## Handlung
Peter Parker arbeitet als Fotograf für den Daily Bugle. Er wird von einer radioaktiven Spinne gebissen und entdeckt, dass er daraufhin Superkräfte wie Stärke, Beweglichkeit und die Fähigkeit, Wände und Decken zu erklimmen hat.
Der mysteriöser Edward Byron übernimmt die Kontrolle über die Gedanken mehrerer Menschen, um Banken auszurauben. Er droht, zehn Menschen auf seinen Befehl Selbstmord begehen zu lassen, es sei denn, die Stadt zahlt ihm 50 Millionen Dollar.
Besonders dramatisch wird es, als der Bösewicht Peter Parker und seine Freundin Judy hypnotisiert und einige Leute auf Befehl Byrons von einem Gebäude springen.
Schließlich kann sich Peter befreien und Edward Byron aufhalten.

## Synchronisation
| Rolle                     | Schauspieler     | Synchronsprecher      |
| ------------------------- | ---------------- | --------------------- |
| Peter Parker / Spider-Man | Nicholas Hammond | Ivar Combrinck        |
| Edward Byron              | Thayer David     | Otto Stern            |
| J. Jonah Jameson          | David White      | Leo Bardischewski     |
| Captain Barbera           | Michael Pataki   | Benno Hoffmann        |
| Judy Taylor               | Lisa Eilbacher   | Constanze Engelbrecht |
| Joe 'Robbie' Robertson    | Hilly Hicks      | Jürgen Clausen        |
| May Parker                | Jeff Donnell     | Marianne Wischmann    |
| Finch                     | Len Lesser       | Michael Collander     |

## Produktion
Die Szene, in der Spider-Man von Gebäude zu Gebäude schwingt, war recht teuer und erwies sich als gefährlich. Sie erforderte zwei Tage der Vorbereitung. Um die Szene nicht wiederholen zu müssen, wurde der Stunt aus mehreren Kamerawinkeln gefilmt, um so zusätzliches Filmmaterial erstellen zu können. In weiteren Folgen der Fernsehserie wurden diese Szenen wiederverwendet.

## Veröffentlichung
Der Film wurde am 14. September 1977 auf CBS ausgestrahlt und spielte 9 Millionen US-Dollar ein. Später erschien der Film in Deutschland auf VHS.

## Fortsetzung
Dem Film schlossen sich die beiden Fortsetzungen Spider-Man schlägt zurück und Spider-Man gegen den gelben Drachen an.

## Kritik
„[...] Verfilmung einer erfolgreichen amerikanischen Comicserie: zwar nicht besonders spannend, aber mit einigen hübschen Trickeinfällen.“